# Ubuhlebezwe
Ubuhlebezwe es un municipio local sudafricano situado en el distrito de Harry Gwala, en la provincia de KwaZulu-Natal.

## Superficie
Ubuhlebezwe tiene una superficie de 1670 km².

## Demografía
En 2022, tenía 133 032 habitantes, una densidad poblacional de 79,67 hab./km², y 26 742 viviendas.